# Енџиниринг Дивижн TP-1
Енџиниринг Дивижн TP-1 (енгл. Engineering Division TP-1) је двоседи амерички ловачки авион. Авион је први пут полетео 1922. године. 

Највећа брзина у хоризонталном лету је износила 207 km/h. Размах крила је био 10,97 метара а дужина 7,64 метара. Маса празног авиона је износила 1246 килограма а нормална полетна маса 1979 килограма. Био је наоружан са два предња митраљеза Браунинг калибра 7,62 mm.

## Наоружање
| Наоружање авиона: Енџиниринг Дивижн |      |
| Ватрено (стрељачко) наоружање       |      |
| Топ                                 |      |
| Митраљез                            |      |
| Број и ознака митраљеза             | 2    |
| Калибар                             | 7,62 |
| Бомбардерско наоружање (бомбе)      |      |
| Ракетно наоружање (ракете)          |      |